# Avstralopitek
Rod avstralopítek (znanstveno ime Australopithecus) (latinsko australis »južna«, grško pithekos »opica«) je skupina izumrlih človečnjakov, zelo sorodna rodu človek. Živeli naj bi nekje med 3,9 do 3 milijone let nazaj. Bili so večinoma nabiralci in so že uporabljali orodje.Živeli so na savanah v Afriki.